# Nagy Emma
Nagy Emma, Solt Jenőné (Túrkeve, 1895. március 13. – Budapest, 1957. március 8.) költő.

## Életútja
Túrkevén született 1895 március 13-án, majd a budapesti Erzsébet Női Főiskolán szerzett tanári diplomát.Marosvásárhelyen a református leányközépiskola tanára lett. Fiatalon lépett irodalmi pályára.
1920-ban a Kemény Zsigmond Társaság tagjául választotta, a Zord Idő hasábjain jelentek meg költeményei. 
Osvát Kálmán értékelése szerint, "a kevés tiszta hangok egyike a háború utáni első évek erdélyi irodalmában". Irodalmi estéken maga is előadott verseiből. A verseim című kötete 1920-ban jelent meg Marosvásárhelyen.
Magyarországra távoztával következő versesköteteit (Megkötözve; Az árva nő balladája; Asszonynak lenni) már Túrkevén és Gödöllőn adták ki 1924 és 1936-ban.